# 肥根兰
肥根兰（学名：Pelexia obliqua）为兰科肥根兰属下的一个种。